# Aparatul genital feminin
Aparatul genital al femeii este alcătuit din glande sexuale (ovare), trompe uterine, uter, vagin, vulvă; localizate în partea inferioară a cavității abdominale. Ovarele sunt responsabile de producerea ovulelor care, la maturizare, sunt expulzate în pâlnia trompelor uterine. Trompele se deschid în uter, organ asemănător unui sac, al cărui perete gros și musculos este căptușit cu o mucoasă. Uterul continuă cu vaginul, care se deschide la exterior la nivelul vulvei. Organele sexuale exterioare ale femeii au o structură complexă fiind reprezentate prin: labile vaginale, aparatul erectil (clitorisul și bulbii vestibulari) și glandele anexe (glandele vestibulare mari și glandele vestibulare mici). În timpul sarcinii, embrionul și fătul se dezvoltă în uter.

## Anatomie

### Vulvă

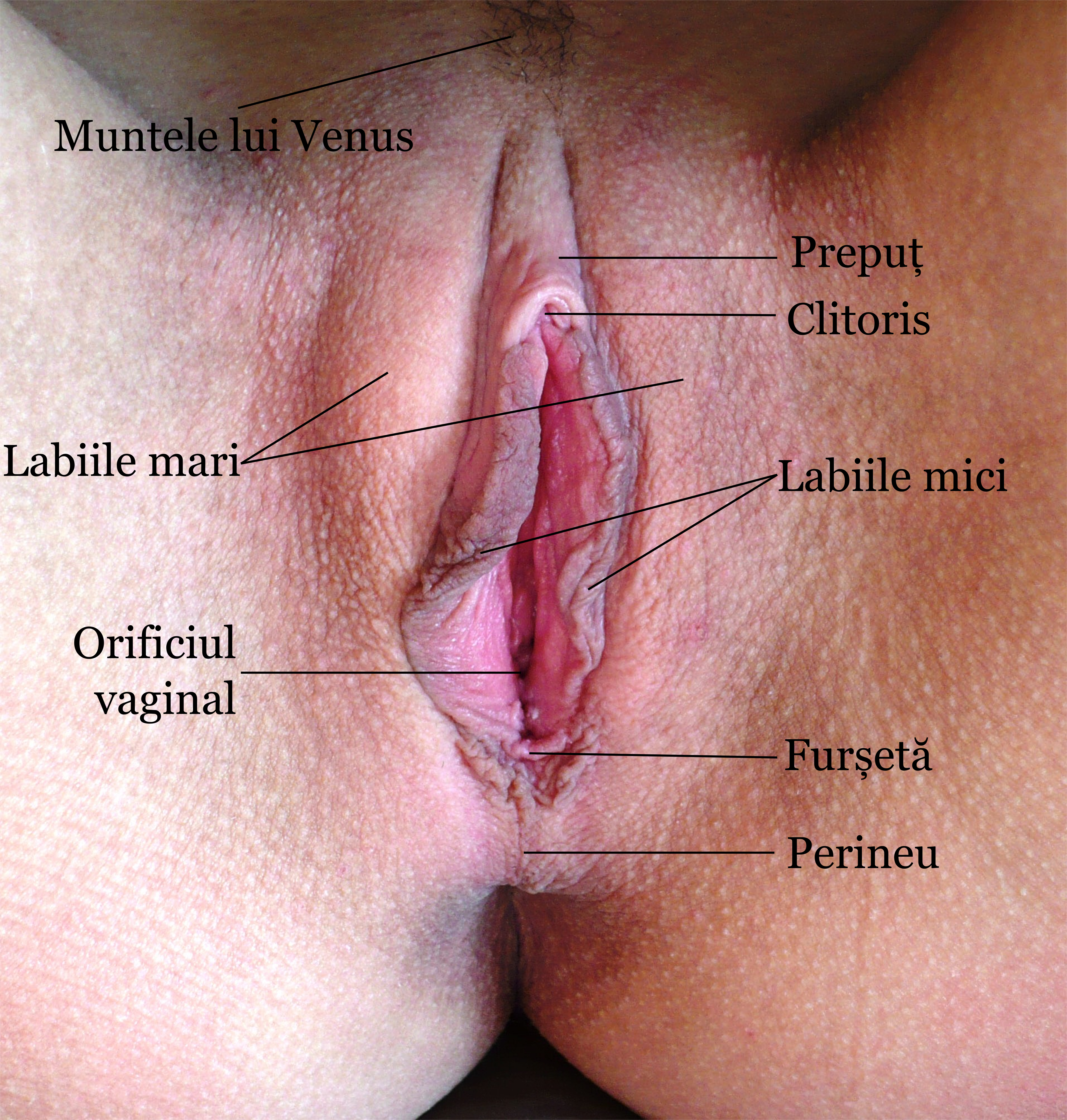
Structura vulvei

Vulva include totalitatea organelor sexuale externe: labii, organele erectile, deschiderile vaginală și uretrală, glandele vestibulare mari și mici.
- Labiile vaginale, sau buzele vaginale, sunt alcătuite din două perechi de pliuri fine ale pielii care protejează celelalte structuri ale vulvei. Denumirea provine din latinescul "labia" care înseamnă buze;

- Aparatul erectil este alcătuit din clitoris și bulbii vestibulari, partea vizibilă fiind reprezentată doar de glandul clitorisului (o moviliță de mărimea unui bob de mazăre). Clitorisul este alcătuit din doi corpi cavernoși care proeminează la suprafață cu gland, acoperit de epiteliu pluristratificat pavimentos. În momentul excitației sexuale, clitorisul fiind atins provoacă un fel de căldură și plăcere, o stare generală de excitare.

- Orificiul uretrei este amplasată între vagin și glandul clitorisului. Uretra nu face parte din organele sexuale, dar este implicat în eliminarea urinei în afara corpului.

- Orificiul vaginal este o deschizătură mai largă, comparativ cu cea a uretrei, care desemnează limita dintre organele genitale externe și interne. La fetele virgine deschiderea vaginală este înconjurată de o membrană epitelială denumită himen. În timpul primului act sexual sau a introducerii unui obiect străin în vagin, a traumatismelor zonei vulvare, în momentul nașterii - himenul se întinde și se rupe, fapt care poate provoca dureri, iar intrarea în vagin devine, relativ, mai largă.

### Vagin

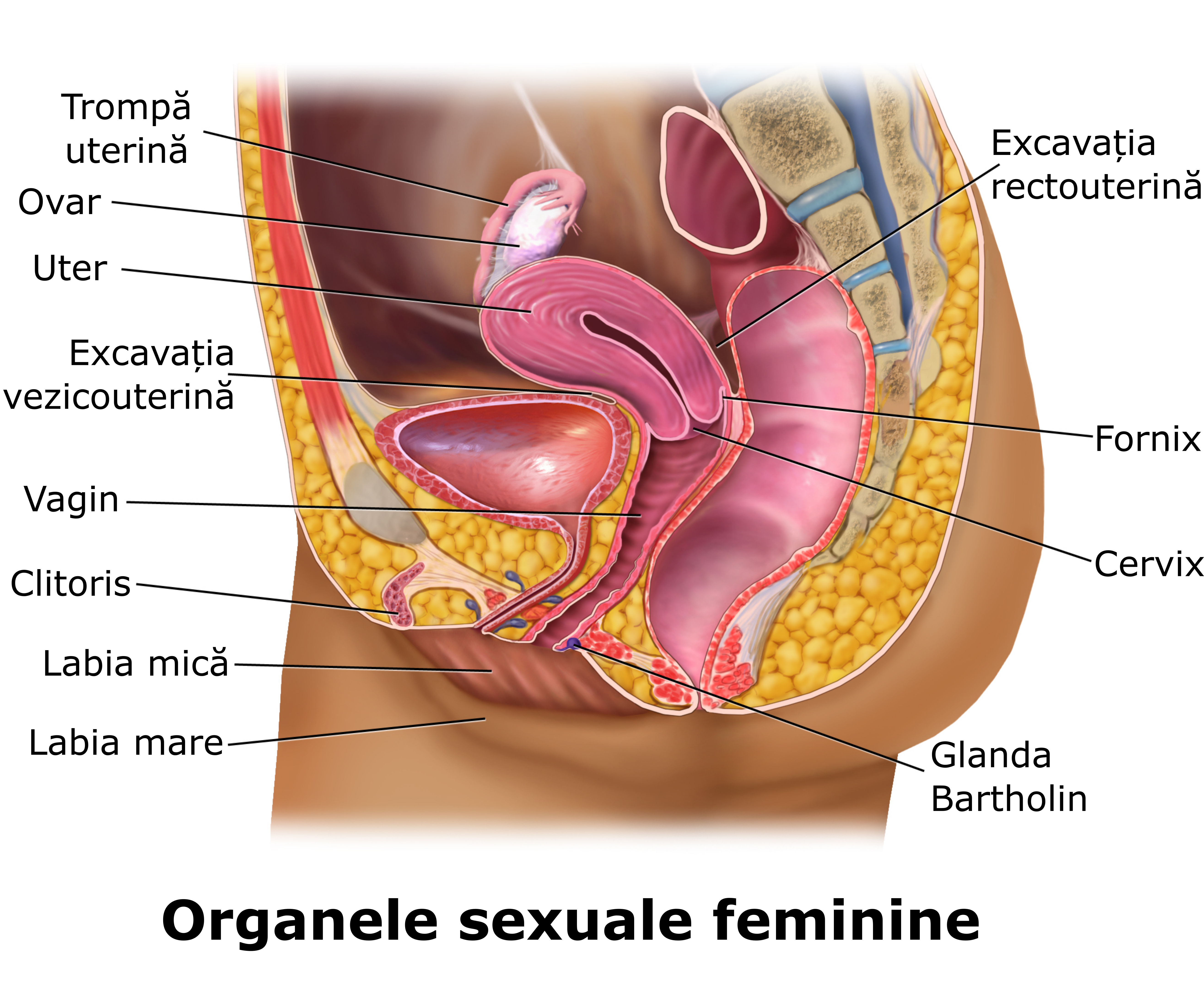

Vaginul este un pasaj de trecere între uter și vulvă.
Flora vaginală normală este determinată de bacteriile anaerobe acidolactice (Lactobacilus sp.) care, prin fermentarea glicogenului din epiteliul vaginal în acid lactic, asigură mucoasei un pH ușor acid. Sunt răspândite și alte bacterii anaerobe din genurile Bacteroides, Peptostreptococus, Eubacterium, Fusobacterinm, Veillonella. Bacteriile aerobe sunt reprezentate de Streptococcus viridans, Stafolococcus epidermidis, Gardnerella vaginalis. Mai rar, în microflora vaginală se întâlnesc și fungi din genul Candida. În cazul perturbării florei bacteriene vaginale normale are loc scăderea acidității și apariția infecțiilor. Funcția fermentativă a bacterioflorei, sinteza vitaminelor, imunostimulatorilor și altele substanțe asigură funcționarea normale a ecosistemului vaginului. Mediul acid creat de lactobacili asigură proprietățile protectorii ale vaginului, inhibând dezvoltarea microorganismele patogene.

### Uter
Uterul este o cavitate în formă de pară răsturnată. Aproximativ în partea de mijloc, uterul prezintă o îngustare numită istm, care îl divizează în două regiuni diferite ca formă și dimensiuni: corpul uterin și colul uterin. Pereții săi sunt formați din țesut muscular subțire. De la media de 6 - 8 centimetri înălțime și între 3 - 4 centimetri lățime, în cursul sarcinii dimensiunile lui se măresc considerabil (la sfârșitul sarcinii înălțimea uterului este de aproximativ 30 de centimetri). Uterul este așezat în continuarea vaginului, în poziție ușor înclinată spre în față, deasupra vezicii urinare. Uneori se poate întâmpla ca poziția lui să fie și orientată ușor spre posterior (spre în spate), în acest caz fiind vorba despre retroversie uterină (uter retrovers). Uterul își schimbă ușor poziția în cursul ciclului menstrual. El este susținut de ligamente care îi conferă o anumită flexibilitate și în același timp îl împiedică să coboare în vagin. Peretele uterin este căptușit de o mucoasă numită endometru. Această mucoasă, destinată să găzduiască oul fecundat, bogată în vase sanguine și structuri glandulare, suportă importante modificări în funcție de perioadele ciclului menstrual și de vârsta femeii.

### Trompă uterină
De fiecare parte a fundului uterin se desprind trompele uterine sau trompele lui Fallope. Sunt două tuburi flexibile, cu lungimea de 10 - 12 centimetri și cu diametrul interior puțin mai mare decât grosimea unui fir de păr. Ele se termină la nivelul fiecărui ovar printr-un pavilion cu franjuri mobili (fimbrii). Aceste fimbrii captează ovocitul eliberat la suprafața ovarului. Trompele uterine reprezintă locul de „rendez-vous” dintre ovocit și spermatozoizi. Aici va avea loc fecundarea. Rolul trompelor uterine este de a asigura supraviețuirea și trecerea spermatozoizilor și a ovocitului spre locul de fecundație și trecerea ovocitului fecundat înapoi spre uter, unde se va implanta în endometru.

### Ovar
Ovarele, câte unul pe fiecare parte a uterului, sunt de mărimea unei căpșuni mai mari. Ovarele conțin celulele sexuale ale unei femei și mai sunt numite și ouă sau ovule. Ovarele unei nou-născute conțin un număr foarte mare de celule sexuale dar aceste celule nu sunt destul de dezvoltate pentru a produce copii, până când fata nu ajunge la o anumită vârstă. Pubertatea, perioada în care corpul unei fete începe să se transforme într-unul al unei tinere femei, se poate declanșa în orice moment de la 9 ani până la 13 sau 14 ani. La pubertate, o fată are în jur de 300.000-400.000 de celule sexuale. Acestea nu mai pot produce copii după vârsta de 50 de ani.

### Sân

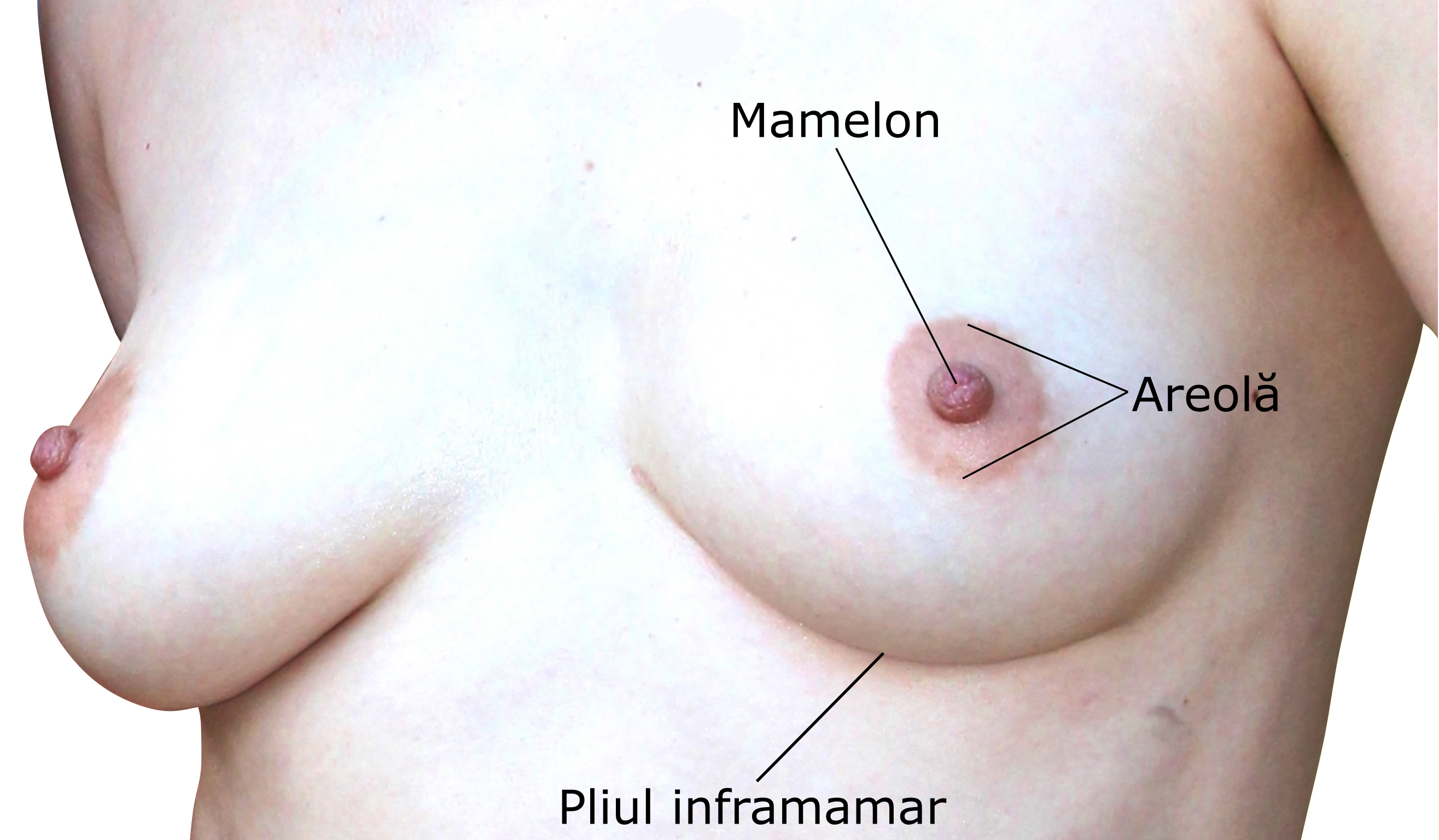
Morfologia externă a sânilor feminin

Sânii (sau mamelele) sunt așezați simetric în partea anterioară a regiunii toracice, fiind alcătuiți din glanda mamară și țesutul celuloadipos, (țesutul conjunctiv, țesut adipos) dispus între lobii glandulari care o înconjoară, vasele sangvine, vasele limfatice și nervii toracici. 
Forma și dimensiunile sânilor diferă la fiecare femeie în funcție de vârsta, constituția corpului, dietă, rasă, faza ciclului menstrual, excitație sexuală, prezența sau absența sarcinii. La adolescente sânii au formă semiovoidală, la femeile adulte sunt rotunjiți, de formă semisferică, con turtit sau cilindrică, discoidală, piriformă, discoidală. Odată cu înaintarea în vârstă sânii pot atârna, luând un aspect pedicular. 
De regulă, dimensiunile medii ale unui sân, la femeia adultă de vârstă reproductivă, sunt: 12 cm în sens transversal (orizontal), 10 cm în sens vertical și 5 cm în sens sagital (grosimea de la peretele toracic spre suprafața areolară). Totuși, ca și în cazul formei, se atestă a diversitate a parametrilor, atât la nivel individual, cât și în funcție de factorii fiziologici interni. 
Suprafața exterioară rotunjită a sânilor, poate fi divizată în trei zone: periferică, areolară și mamelonară. 
Zona periferică este netedă, cu tegument fără deosebiri față de restul corpului, având foliculi piloși, glande sebacee și glande sudoripare. Marginea inferioară a zonei periferice a sânului este marcată de pliul inframamar.
Zona areolară (areola mamară)  reprezintă o zonă circulară, proeminentă, cu diametrul de 15-30 mm, colorată roz sau brun, amplasată în partea apicală a sânului. Pielea areolei conține multiple glande sebacee hipertrofiate (glandele Montgomery) care secretă o substanță uleioasă lubrifiantă protejând mamelonul în timpul alăptării. Glandele sudoripare lipsesc. Pilea areolei mamare este dublată de mușchiul subareolar, cu o grosime de 1,5-2 mm. Mușchiul subareolar formează inele concentrice la baza mamelonului, capabil să se contracte și să inducă erecția mamelonului.
În centrul sânului se află zona mamelonară (mamelonul). Sub pielea mamelonului se află fibre musculare orizontale, care înconjoară canalele galactofore, și fibre musculare verticale, situate longitudinal. În vârful mamelonului sunt amplasate orificiile canalelor galactofore prin care se elimină laptele matern.
La femeia adultă fiecare glandă mamară este alcătuită din 15—20 de lobi glandulari, izolați de septuri de țesut conjunctiv lax și țesut adipos. Glandele mamare sunt complexe de tip alveolar (acinos) și reprezintă extremitățile profunde ale canalelor galactofore care converg spre mamelon pentru a se exterioriza prin orificii în vârful acestuia. În partea anterioară a fiecărui canal galactofor este câte o dilatare numită sinus lactifer (sinus lactiferi), destinat să acumuleze laptele matern secretat în alveole. Canalele galactofore care se deschid în sinusurile lactifere provin din  unirea a numeroaselor canale lactifere (ductus lactiferi). Ductele lactofere își au originea în profunzimea glandei, din tubii alveolari lactiferi (ductuli alveolares lactiferi), care până la declanșarea lactației prezintă muguri în așteptare. În timpul sarcinii și lactației, mugurii lactiferi rse dezvoltă în numeroasele alveole ce sintetizează laptele.

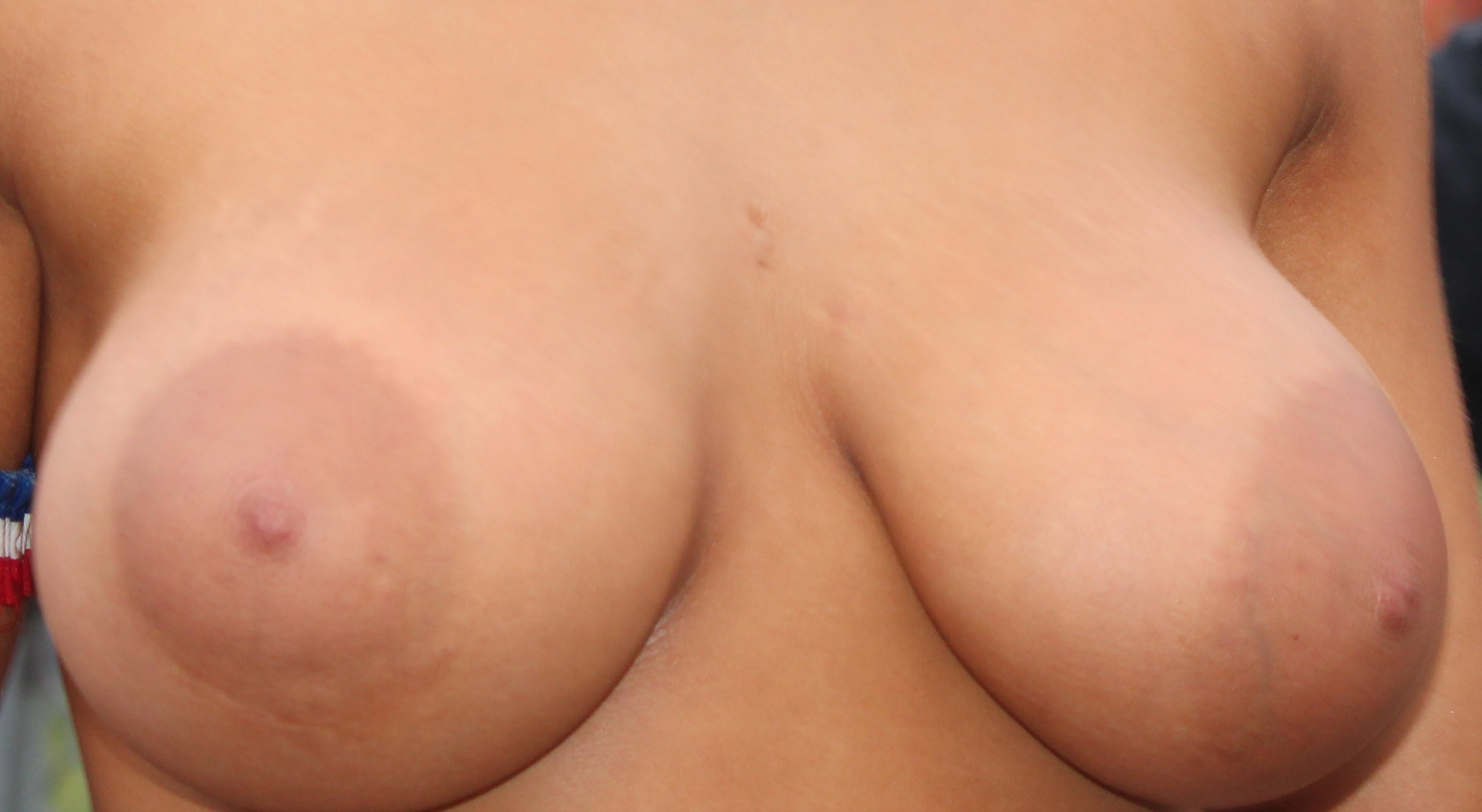
Sâni cu areole largi

Canalele lactifere se deschid în vârful mamelonului care prezintă o proeminență a pielii. Epidermul mamelonului este bogat pigmentat, iar papilele dermale care pătrund în stratul bazal al epiteliului au un aspect ramificat și cuprind numeroși receptori nervoși. Abundența terminațiilor senzitive se datorează faptului că eliminarea laptelui prin canalele galactofore constituie un act reflex, receptorii în cauză fiind excitați în timpul suptului. 
Glanda mamară atinge dezvoltarea maximă în timpul sarcinii. Din momentul implantației embrionului în peretele uterin se realizează o creștere intensă a canalelor alveolare din lobuli și generarea acinilor la extremitățile lor. La mijlocul gestației începe procesul de secreție în celulele glandulare mamare. În preajma nașterii începe eliminarea colostrului (colostrum).

## Dezvoltare

### Evoluție pubertară

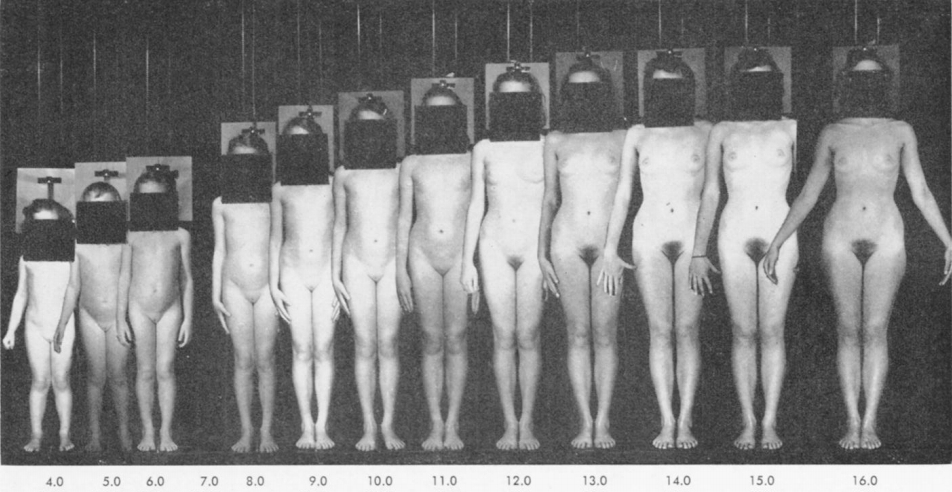
Dezvoltarea graduală a părului pubian al fetelor

În anul 1962 Tanner și Marshall formulează sistemul standard clinic de descriere a dezvoltării pubertate normale în 5 stadii. Fetițele încep pubertatea cu dezvoltarea sânilor și cu dezvoltarea schelelată, urmate de apariția părului pubian, axilar și a menarhei.
| Stadiu          | Vârsta        | Sânii | Părul pubian                                                                                       | Rata creșterii a corpului       |
| --------------- | ------------- | --- | -------------------------------------------------------------------------------------------------- | ------------------------------- |
| I (Prepubertar) | Până la 9 ani | Sunt vizibili doar mamelonii, fără țesut mamar palpabil, diametrul areolei mamare atinge până 2 cm           | Nu există pilozitate pubiană, fiind prezente doar fire subțiri și scurte nepigmentate              | 5-6 cm/an                       |
| II              | 9-13,4 ani    | Sânii devin palpabili, areolă se mărește, canalele glalactofore încep să se dezvolte                         | La nivelul labiilor mari primele fire de păr lungi, drepte sau ușor ondulate, slab pigmentat       | 7-8 cm/an                       |
| III             | 9,9-13,9 ani  | Conturul sânilor este proeminent, mărirea areolei nu prezintă diferențiere de conturul restul glandei mamare | Creșterea părului se extinde pe muntele pubisului, firile sunt mai groase și mai închis la culoare | 8 cm/an                         |
| IV              | 10,5-15,3 ani | Areola și mamelonul devin proeminente deasupra planului sânului                                              | Pilozitatea pubiană capătă aspect adult calitativ                                                  | 7 cm/an                         |
| V               | Peste 15 ani  | Sânii prezintă forma adultă, manifestându-se proiecția mamelonului deasupra planului sânului                 | Pilozitatea intimă de tip adult, cu distribuție clasică de triunghi inversat                       | Creșterea în înălțime încetează |

## Fiziologie

### Ovogeneză. Ciclu menstrual
Ovarul are funcția de a dezvolta și elibera în fiecare lună un ovul; de a secreta hormonii sexuali care favorizează fecundarea ovulului și pregătesc organismul feminin pentru sarcină.
Ovogeneza constă dintr-o serie de transformări pe care le suferă celula germinativă până la stadiul de ovul matur. Celula germinativă primordială are un număr complet (diploid) de cromozomi. Ea se divide formând ovogonii, iar prin diviziunea mitotică a acestora rezultă ovocitele de ordinul I.
În momentul ovulației se produce prima diviziune meiotică din care rezultă: o celulă mare, ovocitul II și primul globul polar. Ovocitul II este expulzat, prin ruperea foliculului, în trompa uterină unde are loc a doua diviziune mitotică, rezultând preovulul care nu se mai divide și devine ovul fecundabil, cu numărul de cromozomi redus la jumătate și al doilea globul polar.
Ovulul ajunge prin trompele uterine în uter și, dacă nu a fost fecundat, este eliminat cu secrețiile uterine.
Epiteliul folicular care a rămas în urma ovulației începe să prolifereze și formează corpul galben, care secretă atât progesteron, cât și estrogen. Dacă ovulul nu este fecundat, corpul galben, aproximativ a 24-a zi a ciclului, începe să degenereze, se cicatrizează. Dacă ovulul a fost fecundat, corpul galben persistă, are o activitate endocrină intensă în primul trimestru al sarcinii.

### Răspunsul sexual
În literatura de specialitate, в ciclului răspunsului sexual este descris după Masters și Johnson care cuprinde patru faze: excitație, platou, orgasm și relaxare. Dar, se întâlnesc și alte modalități de a descrie modificările morfo-fiziologice ce se petrec în corpul feminin în timpul actului sexual.  
Faza de excitație are un rol important în atingerea a orgasmului. În faza de excitație, un rol deosebit revine stimulării zonelor erogene: în special muntele lui Venus, labiile vaginale ale vulvei, fiind urmate de buze, gât, sâni, fese, fața internă a coapselor, chiar și părul sau urechile. Sensibilitatea regiunilor erogene prezintă particularități individuale pentru fiecare femeie. Aparatul cardiovascular reacționează prin creșterea ritmicității bătăilor inimii și a respirației. În rezultatul stimulării sexuale se produce:
- Dilatarea pupilei ochilor.
- Erecția mameloanelor.
- Plierea areolei mamare.
- Mărirea în volum a sânilor.
- Umflarea labiilor mari, îndepărtându-se lărgesc considerabil fanta vulvară.
- Turgescența glandului clitoridian, făcându-se văzut de sub pilea prepuțului.
- Umectarea și inițierea lărgirii vaginului.
- Uterul ocupă poziție anterioară.

Toate semnalele excitației sexuale manifestă deosebiri individuale pentru fiecare femei. 
Ulterior, în faza în platou se intensifică reacțiile din faza precedentă, cresc tensiunea arterială, ritmul cardiac și respirația, se contractă mușchii cefei, gâtului, brațelor și picioarelor: 
- Pe suprafața pielii sânilor, în special, dar și a regiunilor epigastrale, feței, gâtului, apar pete de culoare roz sau roșii, ca urmare a fluxul abundent de sânge;
- Sânii se măresc și devin mai proeminenți.
- Labiile mari își accentuează pigmentația.
- Labiile mici se lărgesc de 2-3 ori, devenind de culoare roșie sau maro - spre violacee.
- Glandele lui Bartholin secretă o substanță vâscoasă pentru a ușura penetrarea vaginului.
- Clitorisul se retrage către muntele lui Venus, fiind extrem de receptiv la stimulările indirecte.
- Vaginul se alungește și se lărgește în partea superioară, adoptându-se pentru primirea penisului. În același timp, datorită vasocongestiei venelor are loc îngustarea treimii inferioare a vaginului formând așa numită platformă orgasmatică. Pereții vaginali elimina lubrifiant, facilitând penetrarea și prevenind formarea microtraumatismelor vaginali.
- Uterul se reorientează spre marele bazin.

Pentru faza de platou, Masters și Johnson menționează inevitabilitatea orgasmul, chiar și fără penetrare vaginală, în cazul continuării stimulării sexuală a vulvei, atingerii maximului erecției clitorale și a turgescenței  labiilor vaginale.
Orgasmul constituie culminarea ciclului răspunsului sexual, apogeul plăcerii sexuale. În timpul orgasmului se produc pulsația vulvei și contractarea platformei orgasmice, care include contracția sincronizată ale mușchilor plevieni, vaginali și uterini. Orgasmul feminin durează în medie 20 de secunde, în unele cazuri până la 60 s. Unele femei sunt capabile să obțină orgasme multiple în timpul unui act sexual.

### Fecundație
La ejacularea spermei, milioane de spermatozoizi sunt eliminați la nivelul fornixului vaginal și pe suprafața colului uterin. Aciditatea ridicată a vaginului nu permite supraviețuirea spermatozoizilor. În schimb, secreția glandelor cervicale este alcalină, facilitând deplasarea spermatozoizilor spre uter. În mucusul cervical spermatozoizilor se mișcă cu viteza medie între 25 și 50 mm/sec. De aici, spermatozoizii ajung în cavitatea uterină și se deplasează în regiunea ampulară a trompelor uterine, unde are loc fecundația. Contracțiile orgasmice ale uterului pot favoriza mișcarea gameților masculini prin cavitatea lui. Fecundația reprezintă procesul fuzionarea a spermatozoidului cu ovul, formând o singură celulă cu denumirea de zigot. În cazul în care nu este fecundat, ovulul moare la 12 - 24 de ore după ovulație.

### Implantare
Implantare reprezintă atașarea blastocelului de endometru (mucoasa internă) uterului. Implantarea are loc la aproximativ 6 zile de la fecundație (cu variații individuale). Din acest moment se inițiază sinteza hormonilor specifici sarcinii care împiedică eliminarea mucoasei uterine (faza menstruală a ciclului).

### Sarcina
În timpul sarcinii sânii suportă o serie de modificări atingând dezvoltarea maximă. Pielea areolei și mamelonului devine mai închisă la culoare. Din momentul implantației embrionului în peretele uterin se realizează o creștere intensă a canalelor alveolare din lobuli și generarea acinilor la extremitățile lor. La sfârșitul sarcinii alveolele sunt dezvoltate complet. În a doua lună a sarcinii glanda mamară începe să crească, sânii mărindu-se în volum. În perioada a II-a a sarcinii, glandele sebacee voluminoase din areola mamară se hipertrofiază transformându-se în tuberculii Montgomery. În apropierea nașterii începe secreția colostrului.

### Naștere
Nașterea este un proces care cuprinde totalitatea fenomenelor fiziologice ce duc la expulsia fătului din cavitatea uterină prin colul uterin și vagin, care formează canalul de naștere. De regulă, nașterea are loc între 38-42 de săptămâni de la fecundare, în momentul când fătul devine viabil pentru existența lui extrauterină. Altfel spus, nașterea este un proces natural de ducerea pe lume de către femeie a unei noi vieți.

### Lăuzie
În perioada de lăuzie, organismul femeii revine treptat la starea de dinainte de sarcină. Această perioadă durează până la 6-8 săptămâni. 

### Lactație
Laptele uman reprezintă o emulsie acvatică complexă, care conține lipide (inclusiv: trigliceridul lactic, acizii grași — predecesori de trigliceride), proteine (specifice pentru lapte sunt cazeina, lactoglobulinele și lactoalbuminele), glucide (incluzând laptele dizaharida lactoza sau zahărul lactic), săruri și apă.
În următoarele zile după nașterea, se realizează transferul la o secreție intensă a laptelui matern. Funcționalitatea glandei mamare este coordonată de scoarța cerebrală și hipotalamus, care manifestă acțiune neurohormonală asupra hipofizei în care se sintetizează prolactina și oxitocina, importante în procesul de secreție a laptelui. Declanșarea procesului de elaborare a laptelui, are loc de regulă între zilele 2-4 de după naștere. Producerea laptelui are loc în alveole cu aspect de vezicule sferice sau alungite. Celulele glandulare din alveole (lactocitele) comunică lateral prin joncțiuni de tip zonă ocludentă și desmozomi, fiind amplasate într-un strat pe membrana bazală. 
La suprafața apicală a lactocitelor proemină microvili cu dimensiuni reduse. Sub porțiunile bazale ale lactocitelor se află celule mioepiteliale cu aspect de coșuleț, care tapetează cu prelungirile lor suprafața externă a alveolei.
Secreția lichidului lactic multicomponent este asigurată de structură fină și complexă a celulelor glandulare. În celulele glandulare din alveole (lactocite) este foarte dezvoltat reticulul endoplasmatic rugos și cel neted formate de tubuli și cisterne. În aparatul Golgi, bine dezvoltat în lactocite, se finalizează sinteza și condensarea cazeinei și lactozei. De asemenea, lactocitele prezintă microtubuli și microfilamente, în special în porțiunea apicală a citoplasmei. Se presupune, că microtubulii asigură transportarea produselor de secreție spre suprafața apicală a lactocitelor.
În procesul de secreție a componentelor laptelui particulele de lipide se deplasează spre membrana apicală și, rămânând învelite de această membrană, ajungă deasupra marginii lumenale a lactocitului. În timpul extruziei, picătura de lipide înfășurată de o porțiune de membrană se desprinde de citoplasmă și rămâne în cavitatea alveolară. Aici, picăturile de lipide se fragmentează, se transformă într-o emulsie fină la care se adaugă cazeina, lactoza, săruri, deci se acumulează laptele, care umple cavitatea alveolei. Expulzia laptelui din alveolă în ductele lactifere este facilitată prin contracția celulelor mioepiteliale. În general, la finisarea perioadei de lactație, glanda mamară suferă fenomenul de involuție, dar o parte din alveole, apărute în timpul sarcinii, persistă.
Alăptarea la sân este o normă în societate, mamele sunt încurajate să alăpteze. Alăptarea la sân este importantă pentru copil deoarece, laptele matern conține anticorpi prin care a trecut mama și alți agenți care îl protejează de unele boli infecțioase, printre care enterocolita, infecții ale tractului respirator, de diabet de tipul 1, etc.